# Tockij rajon
Il Tockij rajon (in russo Тоцкий район?) è un rajon dell'Oblast' di Orenburg, nella Russia europea. Istituito nel 1934, il capoluogo è Tockoe.